# T32 (танк)
Т32 (англ. T32 Heavy Tank) — экспериментальный тяжёлый танк США времён Второй мировой войны, выполненный с использованием узлов и агрегатов серийного танка М26 и экспериментального T29.

## История создания
По результатам боёв в Европе, в Штабе сухопутных войск США пришли к выводу, что вооружение серийного танка М26 «Першинг» вполне достаточно, а вот броня не давала серьёзной защиты против длинноствольных 88 мм немецких танковых и зенитных пушек. Поэтому было решено создать на базе уже хорошо освоенного в производстве М26 новый танк, с усиленным бронированием. Разработка нового танка, благодаря его высокой унификации с серийным образцом, шла очень быстро. Двигатель и трансмиссию взяли от другого экспериментального танка — T29, а ходовую — от «Першинга», удлинив её на один опорный каток. Примечательно, что заказ на опытные экземпляры поступил в 1945-м году, а первые два образца были сданы уже к началу 1946-го, тогда как заказанные в 1944-м Т29 были готовы лишь к 1947-му году. Как бы то ни было, этот танк уже не успел к концу войны, и потому в серию не пошёл, уступив место более продуманным машинам. Тем не менее, многие из использованных после конструктивных решений (например, трансмиссия «кросс-драйв» EX-120/CD-850) отрабатывались именно на Т32.

## Т32 в массовой культуре
- В World of Tanks и World of Tanks Blitz как тяжёлый танк VIII уровня, также в World of Tanks есть его премиумная версия под названием Т-832. Танк копирует ТТХ прокачиваемого танка, их различие только в Внешнем виде. Он сделан в честь коллаборации с фильмом Терминатор 2.[1]  В War Thunder представлен как тяжелый танк V ранга.